# 白舌尾甲鰺
白舌尾甲鰺（学名：Caranx helvolus），又稱冲鰺，俗名為瓜仔、黑面甘，為輻鰭魚綱鱸形目鱸亞目鰺科的其中一個種。

## 分布
本魚分布於印度太平洋區，包括東非、紅海、馬達加斯加、馬爾地夫、斯里蘭卡、印度、安達曼海、日本、中國沿海、台灣、菲律賓、越南、泰國、馬來西亞、印尼、澳洲、新幾內亞、馬里亞納群島、密克羅尼西亞、所羅門群島、馬紹爾群島、夏威夷群島、諾魯海岸等海域。

## 深度
水深50~300公尺。

## 特徵
本魚上下頜齒尖銳而彎曲。胸部大部分區域無鱗。稜鱗上有逆長的小棘，摸來有粗糙感。側線直走部分起於第二背鰭的第12-14枚軟條下方。幼魚體側有6-7條藍黑色橫帶。第一背鰭有硬棘8枚，第二背鰭有硬棘1枚、軟條20-22枚。側線稜鱗數在33-37枚之間。體長可達58公分。

## 生態
本魚屬於底層性魚類，以甲殼類和小魚為主食。大部分時間都頭頂著海流而緩緩移動，所以每月實際移動的距離並不很遠。主要是生活的水域食物稀少，為保留體力。

## 經濟利用
食用魚，但數量較少，適合用紅燒烹煮食用。